# Амелин, Николай Михайлович
Николай Михайлович Амелин (1893 — 1959) — сотрудник органов охраны правопорядка и государственной безопасности, полковник государственной безопасности (1943).

## Биография
С мая 1915 до декабря 1917 — в русской императорской армии. С января до октября 1918 — в Красной Гвардии в Таврической губернии. С августа 1918 — член РКП(б). С ноября 1918 до июля 1919 года — в партизанском движении в той же губернии. С августа 1919 до мая 1920 — в РККА. С июня 1920 до января 1921 года — военком бригады особого назначения Херсонского направления. С февраля до октября 1921 — заведующий Организационным отделом Алёшкинского уездного комитета КП(б) Украины в Николаевской губернии. С ноября до декабря 1921 года — заведующий Информационным отделом Цюрупинской уездной ЧК. С декабря 1921 до февраля 1923 — начальник Секретного отдела Николаевской губернской ЧК, затем — губернского отдела ГПУ. С марта 1923 до августа 1924 года — начальник Первомайского окружного отдела ГПУ. С сентября 1924 до января 1925 — заместитель начальника Николаевского окружного отдела ГПУ. С февраля до мая 1925 года — заместитель начальника Молдавского областного отдела ГПУ. С июня до октября 1925 — старший уполномоченный Полномочного представительства ОГПУ при СНК СССР по Средней Азии. С ноября 1925 до июля 1930 года — заместитель начальника Секретного отдела ГПУ при СНК Туркменской ССР, исполняющий обязанности начальника Секретного отдела ГПУ при СНК Туркменской ССР. С 4 июля 1930 до 20 ноября 1931 — заместитель председателя ГПУ при СНК Туркменской ССР. С 22 декабря 1931 до 8 августа 1933 года — начальник Секретно-политического отдела Полномочного представительства ОГПУ при СНК СССР по Средней Азии. С 28 сентября 1933 до 4 марта 1934 — начальник Челябинского оперативного сектора ГПУ.
С марта до июня 1934 года — начальник Экономического отдела Полномочного представительства ОГПУ при СНК СССР по Челябинской области. Затем возглавлял экономический отдел УГБ Управлений НКВД по Ивановской Промышленной области (июль 1934 — июль 1935), по Сталинградскому краю (июль 1935 — август 1936), по Крымской АССР (август — декабрь 1936).
С декабря 1936 года — начальник Управления рабоче-крестьянской милиции Управления НКВД по Крымской АССР, одновременно помощник начальника Управления НКВД по Крымской АССР; с февраля 1937 — заместитель народного комиссара внутренних дел Крымской АССР по милиции. С ноября 1938 года — начальник Управления рабоче-крестьянской милиции Управления НКВД по Хабаровскому краю, с марта 1941 — заместитель начальника Управления НКВД по Хабаровскому краю по милиции. С августа 1941 до 13 апреля 1942 года — начальник Транспортного отдела НКВД Дальневосточной железной дороги. С 21 июня 1942 до 4 июня 1943 — начальник Управления НКВД по Джалал-Абадской области. С 4 июня 1943 до октября 1947 года — заместитель народного комиссара, затем министра государственной безопасности Киргизской ССР.
С ноября 1947 — на пенсии.

### Звания
- 25.12.1935 — капитан государственной безопасности;
- 21.06.1938 — майор милиции;
- 01.08.1940 — старший майор милиции;
- 04.01.1942 — майор государственной безопасности;
- 14.02.1943 — полковник государственной безопасности.

### Награды
- 17.12.1930 — орден Трудового Красного Знамени Туркменской ССР (№ 66);
- 07.12.1932 — орден Красной Звезды (Зам. председателя ОГПУ Туркменской ССР, знак № 189);
- 20.09.1943 — орден Красной Звезды;
- 03.11.1944 — орден Красного Знамени;
- 21.02.1945 — орден Ленина;
- 28.02.1946 — орден Красной Звезды;
- орден Трудового Красного Знамени;
- Знак «V лет ВЧК» (№ 443);
- Знак «XV лет ВЧК».